# Myotis sodalis
Myotis sodalis — вид рукокрилих роду Нічниця (Myotis).

## Поширення, поведінка
Проводить літні місяці у всій східній частині США. Взимку, однак, вони групуються разом і зимують лише в кількох печерах. Живуть в листяних лісах і листяно-соснових лісах, полях і луках. Комахоїдний, їсть як наземних, так і водних летючих комах, таких як молі, жуки, комарі і мошки.

## Опис
Вид середніх розмірів (4,5—9,5 г). Колір сірий, чорний або каштановий.